# セオドア・エジソン
セオドア・ミラー・エジソン（Theodore Miller Edison、1898年7月10日 - 1992年11月24日）は、アメリカ合衆国のビジネスマン、発明家、環境活動家である。トーマス・エジソンの4番目の息子として、またCalibron Industriesの創始者として知られる。

## 人物
1898年7月10日、エジソンはニュージャージー州ウェストオレンジで生まれた。父親は発明家のトーマス・エジソン、母親は実業家ルイス・ミラーの娘のミナ・ミラー（Mina Miller、1865年 - 1947年）であり、2人の間の3番目の子供であった。
アメリカ合衆国海軍長官代行や、第42代ニュージャージー州知事となったチャールズ・エジソンは兄に当たる。ペンシルベニア州のハバフォード校（ハバフォード大学の付属校。12歳までの児童が学ぶ小学校）を経て、ニュージャージー州のモントクレア・キンバーレイ・アカデミーを1916年に卒業した。その後、最終的にマサチューセッツ工科大学を卒業。1923年に物理学の学位を取得し、翌1924年までMITの大学院で勉強を続けた。
1925年に、ヴァッサー大学の大学院生だったアンナ（アン）・マリア・オスターホウトと結婚。
大学院を中退した後、セオドアは父親トーマスの会社Thomas A. Edison, Inc.で、実験助手として働き始めた。その後自分の会社Calibron Industriesを設立し、ウェストオレンジで自分用の小さな実験室を建てた。生涯に80の特許を取得した。
老年期に入ると熱心な環境活動家になり、ベトナム戦争に反対したり、人口爆発問題の抑制に携わったりした。
1992年11月24日に、故郷のウェストオレンジで死去。94歳の長寿だった。